# Iwanczukiwka
Iwanczukiwka (ukr. Іванчуківка) – wieś na Ukrainie, w obwodzie charkowskim, w rejonie iziumskim. W 2001 liczyła 674 mieszkańców, wśród których 654 jako ojczysty język wskazało ukraiński, 18 rosyjski, a 2 inny.